# Ed, Edd n Eddy: Jawbreakers!
Ed, Edd n Eddy: Jawbreakers! est un jeu vidéo de plates-formes développé par Climax Group et édité par Bam! Entertainment, sorti en 2003 sur Game Boy Advance.

## Accueil
- IGN : 5/10[1]